# Scottish Division One 1903-1904
La Scottish Division One 1903-1904 è stata la 14ª edizione della massima serie del campionato scozzese di calcio, disputato tra il 15 agosto 1903 e il 30 aprile 1904 e concluso con la vittoria del Third Lanark al suo primo, e finora unico, titolo.
Capocannoniere del torneo è stato Robert Hamilton (Rangers) con 28 reti.

## Stagione
Il campionato fu allargato a 14 squadre, dunque parteciparono le dodici della precedente stagione più le neopromosse dalla Scottish Division Two, Airdrieonians e Motherwell, entrambe esordienti in Division One.
Il Third Lanark conquistò il titolo alla penultima partita, battendo 4-1 il Dundee e distanziando definitivamente gli Hearts, che avevano già concluso la stagione con una vittoria sul Celtic (2-1).

## Classifica finale
Fonte:
|       | Pos. | Squadra               | Pt | G  | V  | N | P  | GF | GS |
| ----- | ---- | --------------------- | -- | -- | -- | - | -- | -- | -- |
|       | 1    | Third Lanark          | 43 | 26 | 20 | 3 | 3  | 61 | 26 |
|       | 2    | Hearts                | 39 | 26 | 18 | 3 | 5  | 63 | 35 |
|       | 3    | Celtic                | 38 | 26 | 18 | 2 | 6  | 69 | 28 |
|       | 3    | Rangers               | 38 | 26 | 16 | 6 | 4  | 80 | 33 |
|       | 5    | Dundee                | 28 | 26 | 13 | 2 | 11 | 55 | 46 |
|       | 6    | St. Mirren            | 27 | 26 | 11 | 5 | 10 | 45 | 38 |
|       | 6    | Partick Thistle       | 27 | 26 | 10 | 7 | 9  | 43 | 40 |
|       | 8    | Queen's Park          | 21 | 26 | 6  | 9 | 11 | 28 | 47 |
|       | 9    | Port Glasgow Athletic | 20 | 26 | 8  | 4 | 14 | 33 | 49 |
|       | 10   | Hibernian             | 19 | 26 | 7  | 5 | 14 | 31 | 42 |
|       | 11   | Morton                | 18 | 26 | 7  | 4 | 15 | 31 | 51 |
|       | 11   | Airdrieonians         | 18 | 26 | 7  | 4 | 15 | 32 | 62 |
| [ 3 ] | 13   | Motherwell            | 15 | 26 | 6  | 3 | 17 | 26 | 61 |
| [ 3 ] | 14   | Kilmarnock            | 13 | 26 | 4  | 5 | 17 | 27 | 66 |

Legenda:
      Campione di Scozia.
Regolamento:
Due punti a vittoria, uno a pareggio, zero a sconfitta.
Vigeva il pari merito. In caso di arrivo a pari punti per l'assegnazione del titolo o per i posti destinati alla rielezione automatica era previsto uno spareggio.
Note:
Il Motherwell e il Kilmarnock sono stati rieletti per la stagione successiva.